# Penthostola
Penthostola is een geslacht van vlinders van de familie bladrollers (Tortricidae), uit de onderfamilie Olethreutinae.

## Soorten
- P. albomaculatis (Liu & Bai, 1985)
- P. diakonoffi Kawabe, 1995
- P. hemeronyx (Diakonoff, 1953)
- P. nigrantis Kawabe, 1995
- P. semna Diakonoff, 1978